# Sensenich
Das Unternehmen Sensenich Propeller, gegründet 1932, ist ein US-amerikanischer Hersteller von Flugzeugpropellern aus Holz, Metall oder Mischmaterial für Amateurbau-Maschinen oder Ultraleichtflugzeuge. Die Corporation hat seinen Sitz in Lititz, Lancaster, Pennsylvania, Vereinigte Staaten.

## Geschichte
Um 1929 begannen Harry und Martin Sensenich, aus einer Mennoniten-Familie stammend, auf der Farm ihrer Eltern handgefertigte Propeller zu entwerfen und vermarkteten sie über eine Anzeige im Magazin Popular Mechanics. Bereits um 1932 konnten sie ihre eigene Firma, die Sensenich Brothers, gründen. Zunächst wurden Flugzeugpropeller aus Holz hergestellt. 1941 vergrößerte sich die Firma, um dem gestiegenen Bedarf an Propellern während des Zweiten Weltkriegs Rechnung zu tragen. Diese Propeller wurden vom US-amerikanischen Militär in Auftrag gegeben. Alleine die Verträge mit dem Militär sicherten dem Unternehmen Einnahmen in Höhe von 1,6 Millionen US-Dollar. Dadurch konnte die Firma eine weitere Fabrik in Glendale, Kalifornien eröffnen. Durch diese Auftragslage wurde das Unternehmen zum größten Holzpropellerhersteller der Welt.
1947 dehnte sich das Unternehmen auf Metallpropeller aus. Ab 1949 wurden Propeller für Sumpfboote in das Programm aufgenommen und eine zweite Fabrik in Plant City, Hillsborough County, Florida unter dem Namen Sensenich Wood Propeller Company gegründet. Doch um 1949 kam es auch zur ersten Unternehmenskrise. Kurz nachdem sie gegen Ende der 1940er Jahre ihren millionsten Propeller gefertigt haben, brach der Markt für Propeller ein. Das Unternehmen überlebte jedoch die Krise im Gegensatz zu zahlreichen Konkurrenten und konnte bis 1965 den Umsatz auf eine viertel Million US-Dollar steigern.
1989 wurde das Unternehmen von Philadelphia Bourse Incorporated aufgekauft.